# 고즈키 요시오
고즈키 요시오(일본어: 上月良夫, 1886년 11월 7일 ~ 1971년 4월 3일)는 일본의 군인이다. 구마모토현 출신으로 최종 계급은 일본 제국 육군 중장이다. 일본 육군사관학교 21기, 일본 육군대학교 29기이다. 태평양 전쟁 개전 시에 제19사단장으로 함경북도 라남구역에 있었다. 그 후 제2군사령관, 주몽군사령관, 제11군사령관을 역임하였다. 1945년에 제17방면군사령관 겸 조선군관구사령관을 역임하였으며, 〈종전 상황에 관한 상주문〉(終戦状況に関する上奏文)을 상주하였다. 종전 이후 제1복원차관, 복원청 제1복원국장, 후생성 복원국장을 역임하였다.

## 같이 보기
- 태평양 전쟁